# Sikhauna
Sikhauna (en népalais : सिखौना) est un comité de développement villageois du Népal situé dans le district de Sarlahi. Au recensement de 2011, il comptait 4 943 habitants.